# Александрівка (Полєський район)
Александрівка (рос. Александровка) — селище Полєського району, Калінінградської області Росії. Входить до складу Залісовського сільського поселення.
Населення —  166 осіб (2015 рік). 

## Населення
| 2002 | 2010 |
| ---- | ---- |
| 101  | ↗166 |